# FV Sportfreunde 1909 Cassel
FV Sportfreunde 1909 Cassel was een Duitse voetbalclub uit Kassel, deelstaat Hessen. Tot 1926 werd Kassel met een C geschreven.

## Geschiedenis
De club werd opgericht in 1909 en sloot zich aan bij de West-Duitse voetbalbond. De club speelde in de Hessische competitie, maar kon de eerste jaren niet naar de hoogste klasse promoveren. Door de perikelen in de Eerste Wereldoorlog werd de competitie regionaal verder opgesplitst en in 1917 promoveerde de club naar de hoogste klasse en werd daar vierde op zes clubs. Het volgende seizoen werd de club vijfde op acht clubs. In 1919 fuseerde de club met FV Eintracht Cassel tot VfR 03 Cassel, dat later de naam CSC 03 Kassel aannam.